# Traité de Noyon
Le traité de Noyon, dont les négociations se sont ouvertes le 8 mai 1516, est signé le 13 août, à Noyon, entre Charles Ier, roi d'Espagne et futur empereur germanique sous le nom de Charles Quint, et François Ier, roi de France. Il met fin à une période de controverses entre Français et Espagnols qui duraient depuis Charles VIII et Ferdinand II d'Aragon.

## Le traité
Le traité de Noyon reconnaît les revendications espagnoles sur le royaume de Naples ; pour cela, on convient que le futur Charles Quint épousera la princesse Louise, fille du roi, âgée d’un an ; l’union n’a pas lieu en raison de la mort de la princesse en bas âge. Concernant la Navarre dont Ferdinand II d’Aragon s’était approprié une partie du royaume, Charles Quint s’engage à satisfaire Henri d’Albret.  
François Ier s’engage à ne pas apporter un appui militaire aux prétendants au royaume de Navarre, en contrepartie Charles Quint s’engage à ne pas apporter son aide à son grand-père Maximilien Ier du Saint-Empire.
À ces clauses s’ajoute le règlement de la question italienne qui oppose la république de Venise à Maximilien Ier. Cette question est traitée de manière secondaire qui relègue l’empire au second plan au point que Maximilien Ier écrit « Mon petit-fils veut être mon tuteur ». Maximilien Ier, dans un premier temps, refuse de signer le traité et entame avec Charles Quint des négociations avec l’Angleterre.
Maximilien Ier du Saint-Empire ne se conforma pas au traité, faisant alors une nouvelle tentative pour envahir la Lombardie. Son armée ne réussit pas à atteindre Milan et il s’en retourna, entamant alors des négociations avec François Ier en décembre 1516. 
À l’issue de négociations à Bruxelles, le 3 décembre 1516, l’empereur Maximilien et Henry VIII d’Angleterre signèrent, eux aussi, le traité de Noyon, mettant fin à la guerre de la Ligue de Cambrai. La république de Venise paya la somme de 200 000 couronnes à Maximilien Ier en échange de la possession de Vérone, ville au sujet de laquelle l’empereur Maximilien avait eu des querelles territoriales avec les Vénitiens. Maximilien Ier rendit Vérone au roi d’Espagne qui la remit à la France, qui la restitua aux Vénitiens.

## Conséquences
Le traité confirmait l’occupation française de Milan, les revendications vénitiennes sur les possessions impériales de Lombardie (à l’exception de Crémone), mettant ainsi effectivement un terme à la guerre avec un retour au statu quo de 1508. Il mit fin à la guerre de la Ligue de Cambrai.
La paix ne dura cependant que quatre ans : l’élection de Charles Quint comme empereur du Saint-Empire romain germanique en 1519, poussa François Ier, qui souhaitait lui-même devenir empereur, à affronter son rival dans les guerres italiennes de 1521-1526. Ces guerres se poursuivirent jusqu’en 1530.